# Eva Adolfsson
Eva Adolfsson (ur. 28 grudnia 1942 w Malmö, zm. 20 kwietnia 2010 w Sztokholmie) – szwedzka pisarka, eseistka i krytyk literacki.

## Życiorys
Eva urodziła się w Malmö, dorastała w Göteborgu, gdzie uczęszczała do szkoły średniej. Jej ojciec, Gunnar Adolfsson, był pisarzem wywodzącym się z klasy robotniczej, dziennikarzem i politykiem. Był redaktorem naczelnym gazety komunistycznej z Göteborga, Arbetar-Tidningen. Studiowała literaturę na Uniwersytecie w Göteborgu, a następnie język rosyjski na Uniwersytecie Sztokholmskim. W latach 60. spędziła rok w Moskwie rozwijając swoje umiejętności w języku rosyjskim.
Była aktywna politycznie w środowiskach lewicowych. Od 1967 do 1970 r. była członkiem redakcji niezależnego czasopisma socjalistycznego Zenit. W latach 1976–1982 była redaktorką magazynu Ord & Bild. Pracowała też jako niezależny krytyk literacki głównie dla gazety Dagens Nyheter.
W latach 1968–1982 mieszkała z Ulfem Ingemarem Erikssonem, z którym miała dwóch synów Månsa i Linusa. W latach 1984–2000 mieszkała z literaturoznawcą Ulfem Olssonem. Para pobrała się w 1987 roku. Mieli syna Bruno. Eva Adolfsson dłuższy czas mieszkała w Knivsta w Upplandzie. Po rozwodzie z drugim partnerem przeprowadziła się do Sztokholmu. Lato spędzała w domu ojca w miasteczku Ryd w Smalandii.
Adolfsson zmarła w 2010 r. Została pochowana na cmentarzu Skogskyrkogården w Sztokholmie.

### Twórczość
Eva Adolfsson we wczesnych latach rozpoczęła pracę jako krytyk literacki i eseistka. W 1980 r. opublikowała zbiór swoich esejów, zatytułowany Livstycken. Ten zbiór tekstów, podobnie jak jej późniejsze kolekcje zatytułowane I gränsland i Hör, jag talar!, zawierają eseje o pisarzach wywodzących się z klasy robotniczej i kobietach pisarkach m.in. o Stinie Aronson, Birgittcie Trotzig i Sarze Lidman.
Zadebiutowała jako pisarka fikcji w 1989 r. po wydaniu swojej książki I hennes frånvaro. Kolejna powieść zatytułowana Till Moskva została opublikowana w 1995 r. i ma autobiograficzny charakter. Opowiada o 19-letniej Agnes, która podróżuje do Moskwy późnym latem 1962 roku, aby spędzić tam rok studiując język rosyjski i literaturę. Wydana w 1998 r. kolekcja esejów zatytułowana Till skilda orter również zawiera elementy autobiograficzne. Powieść Förvandling opublikowana w 2005 r. zdobyła Nagrodę Szwedzkiego Radia za Powieść. Czwarta i ostatnia powieść Evy En liten historia, wydana w 2009 r., była nominowana do Nagrody Augusta.

## Nagrody
- 1990 – Albert Bonniers stipendiefond för yngre och nyare författare[8]
- 1991 – Lotten von Kræmers pris (50 000 koron szwedzkich)[9][10]
- 2000 – Moa Martinson-stipendiet (Moa-priset)[11]
- 2003 – Zibetska priset[12]
- 2006 – Nagroda Szwedzkiego Radia za Powieść za Förvandling[13]
- 2009 – Eric och Ingrid Lilliehööks stipendium[14]
- 2010 – De Nios Vinterpris[15]

## Wybrana twórczość

### Powieści
- I hennes frånvaro, 1989
- Till Moskva, 1995
- Förvandling, 2005
- En liten historia, 2003

### Eseje i opowiadania
- Livstycken, 1980
- I gränsland, 1991
- Till skilda orter, 1998
- Hör, jag talar!, 2003